# Steffen Stranz
Steffen Stranz (* 16. Mai 1960 in Kassel) ist ein ehemaliger deutscher Judoka und heutiger Judotrainer. Er hat den 6. Dan (rot-weiß) im Judo.

## Biografie
Er belegte unter anderem Platz 5 bei den Olympischen Spielen 1988 in Seoul.
Bei Welt- und Europameisterschaften gewann er jeweils zwei Bronzemedaillen.
Darüber hinaus wurde er siebenmal hintereinander Deutscher Meister (1982–1987). Stranz startete für den VfL Wolfsburg und war während seiner aktiven Kämpferlaufbahn von 1979 bis 1988 Mitglied der deutschen Nationalmannschaft.
Steffen Stranz arbeitet heute als Zahnarzt in Kassel. Er ist weiterhin als Judo-Trainer beim SC Kassel tätig.